# Alfa Romeo Giulia GT
Alfa Romeo Giulia GT (серії 105/115) — сімейство задньоприводних автомобілів в кузові типу купе, що випускалися італійською компанією Alfa Romeo в 1963—1977 роки. Серія прийшла на зміну автомобілю Alfa Romeo Giulietta Sprint. Будувалися машини на укороченою платформі седанів Giulia Berlina.

## Кузов

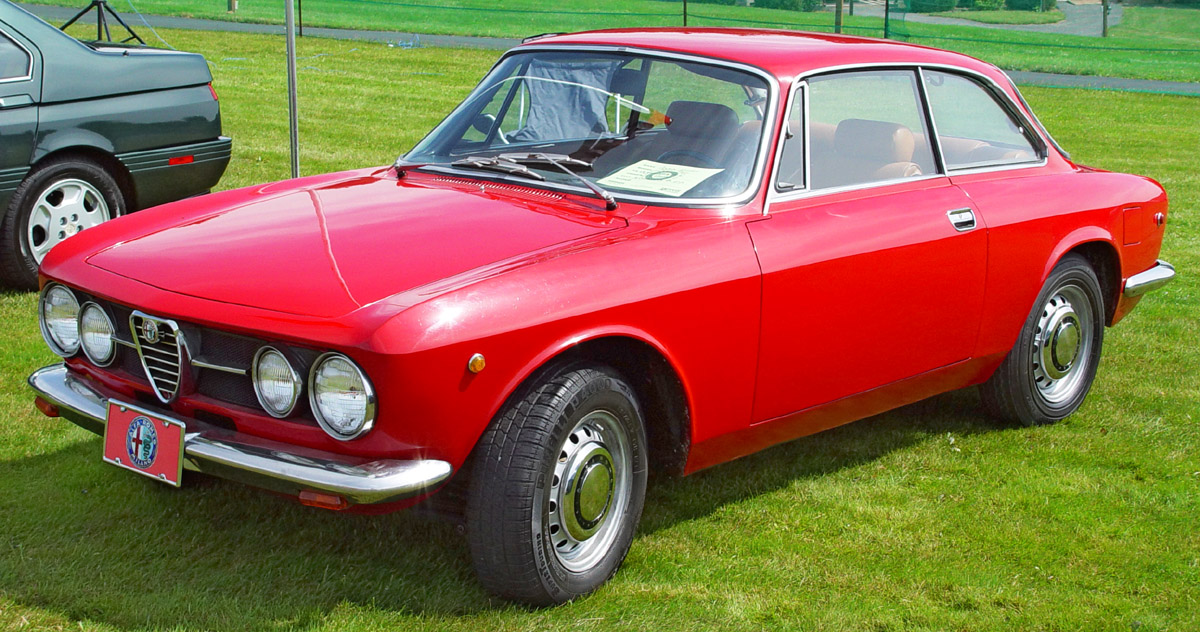
Alfa Romeo 1750 GT Veloce

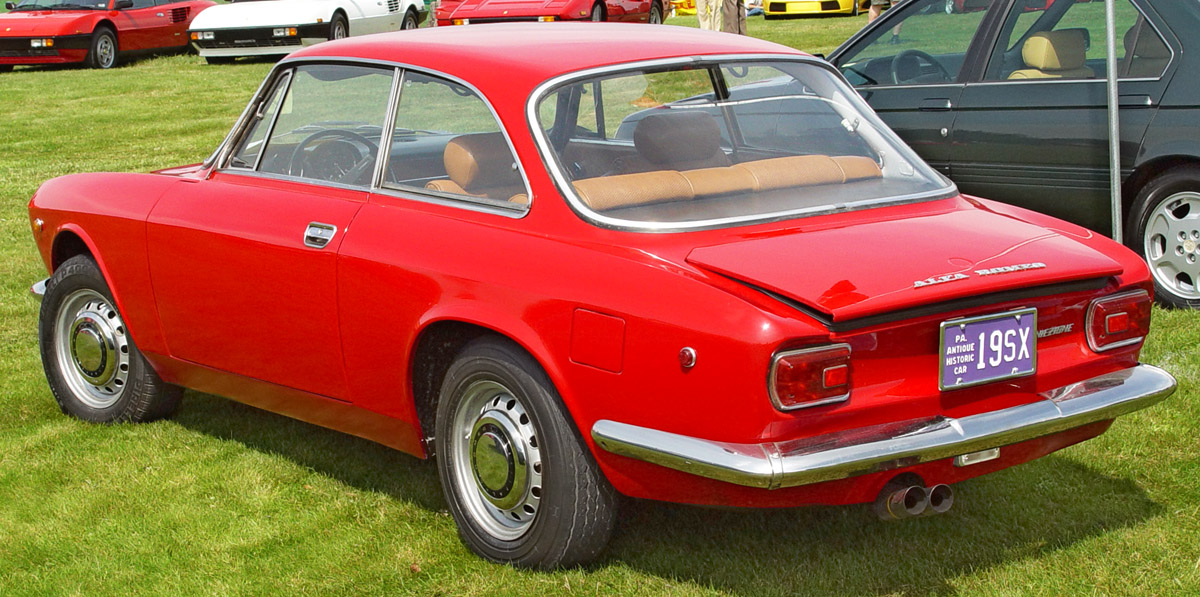

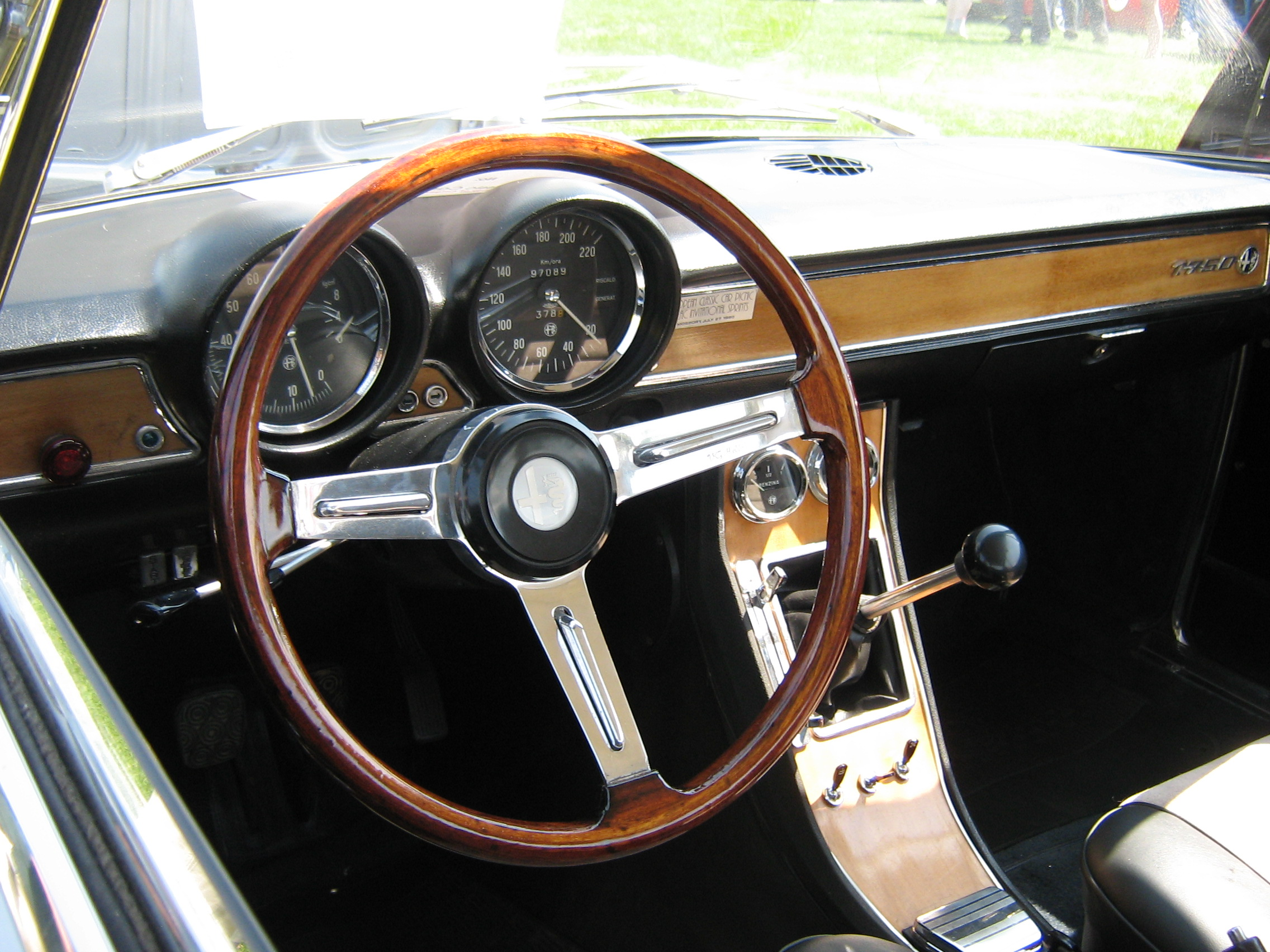

Базовий варіант кузова, який використовувався на всіх моделях, був створений Джорджетто Джуджаро, який працював в Bertone. Це був один з його перших великих проектів для Бертоне, і застосовані рішення в значній мірі запозичені у його більш ранньої моделі — Alfa Romeo 2000 Sprint/2600 Sprint. Пізніше навіть Jaguar скористався схожим стилем для додання шарму і елегантності італійського дизайну своїм машинам. Збалансованість розмірів скління та металевої частини, вплив форми переднього і заднього стекол на форму кабіни, фальшрадіаторні грати з інтегрованими фарами — всі ці рішення були новаторськими для стилістики тієї епохи.
Версія з дахом (кабріолет) випускалася обмеженою серією (1000 машин), була модифікацією базового автомобіля, вироблену міланським кузовним ательє Touring, і в каталогах пропонувалася як модель Alfa Romeo під назвою Giulia Sprint GTC.
Крім того, було вироблено невелику кількість машин з абсолютно іншим аеродинамічним двомісним кузовом — GT Junior Zagato. Дизайн цього автомобіля був розроблений Ерколе Спаду, які працювали в міланському кузовному ательє Zagato. Ці автомобілі в каталогах були представлені під іменами GT 1300 Junior Zagato і, пізніше — GT 1600 Junior Zagato.

## Технічні особливості
Всі моделі оснащувалися чотирициліндровими легкосплавними двигунами Alfa Romeo Twin Cam різного об'єму: від 1290 см3 до 1962 см3, все з двома клапанами на циліндр. Всі версії цього двигуна, що встановлюються на купе серії 105, оснащені двома карбюраторами, за винятком моделей 1750 GTV і 2000 GTV, які поставлялися на ринок США з системою впорскування палива. Головки блоків циліндрів гоночних версій мали по дві свічки на циліндр (Twin Spark). Спільними для всіх моделей були також 5-ступінчаста механічна трансмісія і дискові гальма на всіх колесах. У задній підвісці використовувався нерозрізний міст на пружинах. На пізніх моделях в якості опції були доступні кондиціонер і задній диференціал з частковим блокуванням.

### Двигуни
- 1.3 L Twin Cam I4 87/95 к.с.
- 1.6 L Twin Cam I4 102/106/109/115 к.с.
- 1.8 L Twin Cam I4 113 к.с.
- 2.0 L Twin Cam I4 131 к.с.

## Моделі
| Моделі         | Роки виробництва | Авто   |
| -------------- | ---------------- | ------ |
| Sprint GT      | 1963-1966        | 21,542 |
| Sprint GTC     | 1964-1966        | 1,000  |
| Sprint GTV     | 1965-1968        | 14,240 |
| 1750 GTV       | 1967-1972        | 44,269 |
| 2000 GTV       | 1971-1976        | 37,459 |
| GT 1300 Junior | 1965-1977        | 91,195 |
| GT 1600 Junior | 1972-1976        | 14,299 |

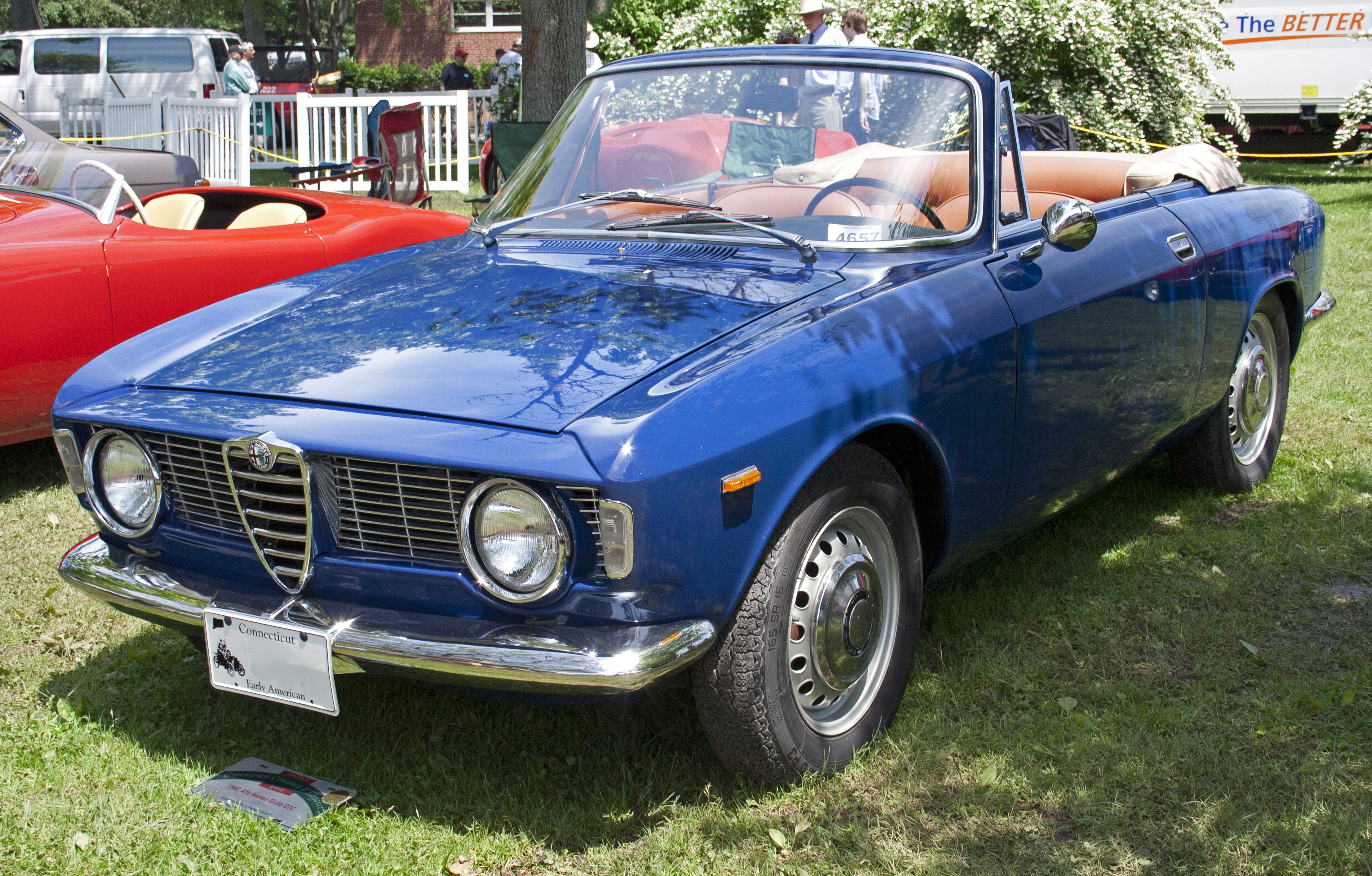
Alfa Romeo Giulia Sprint GTC

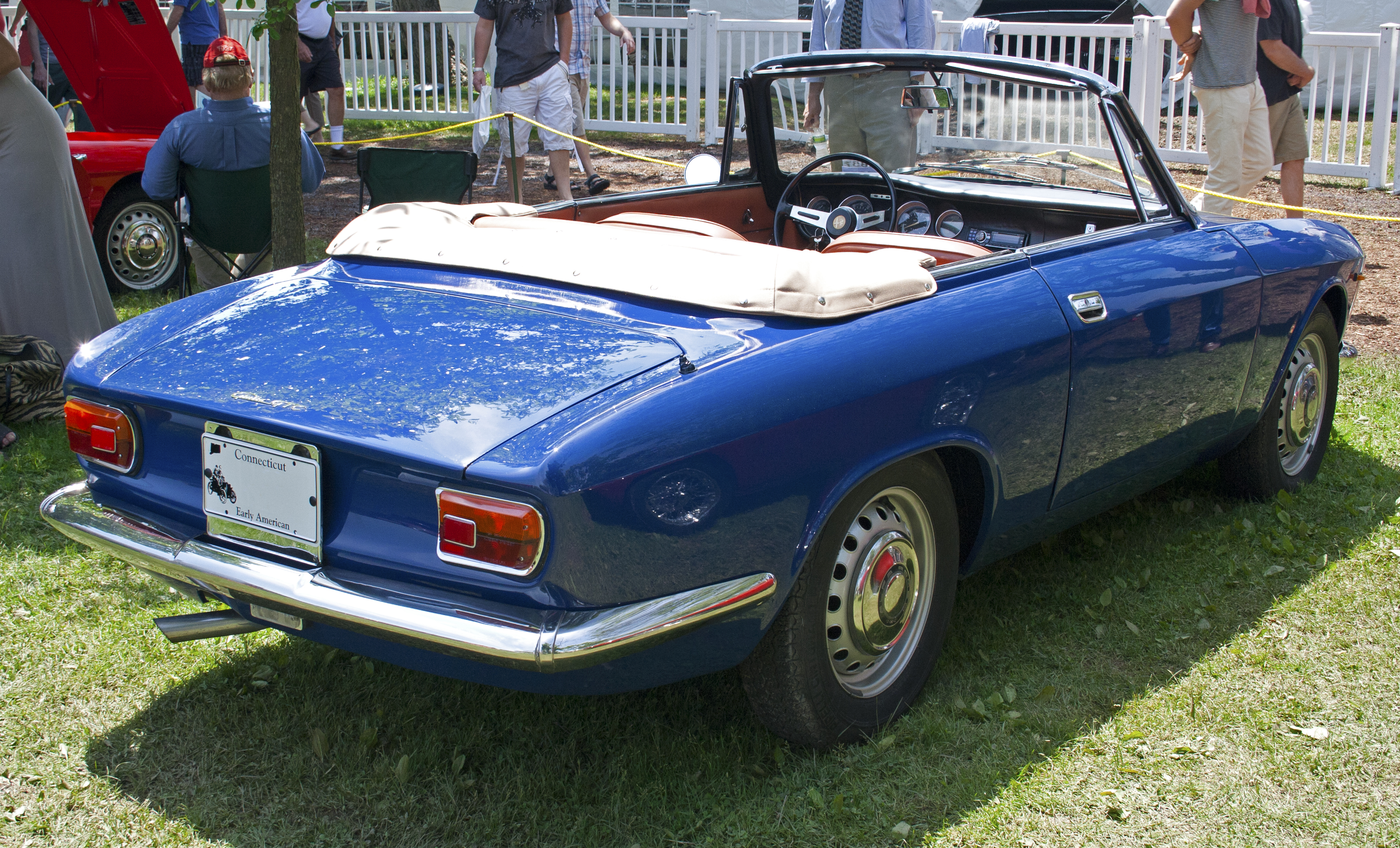

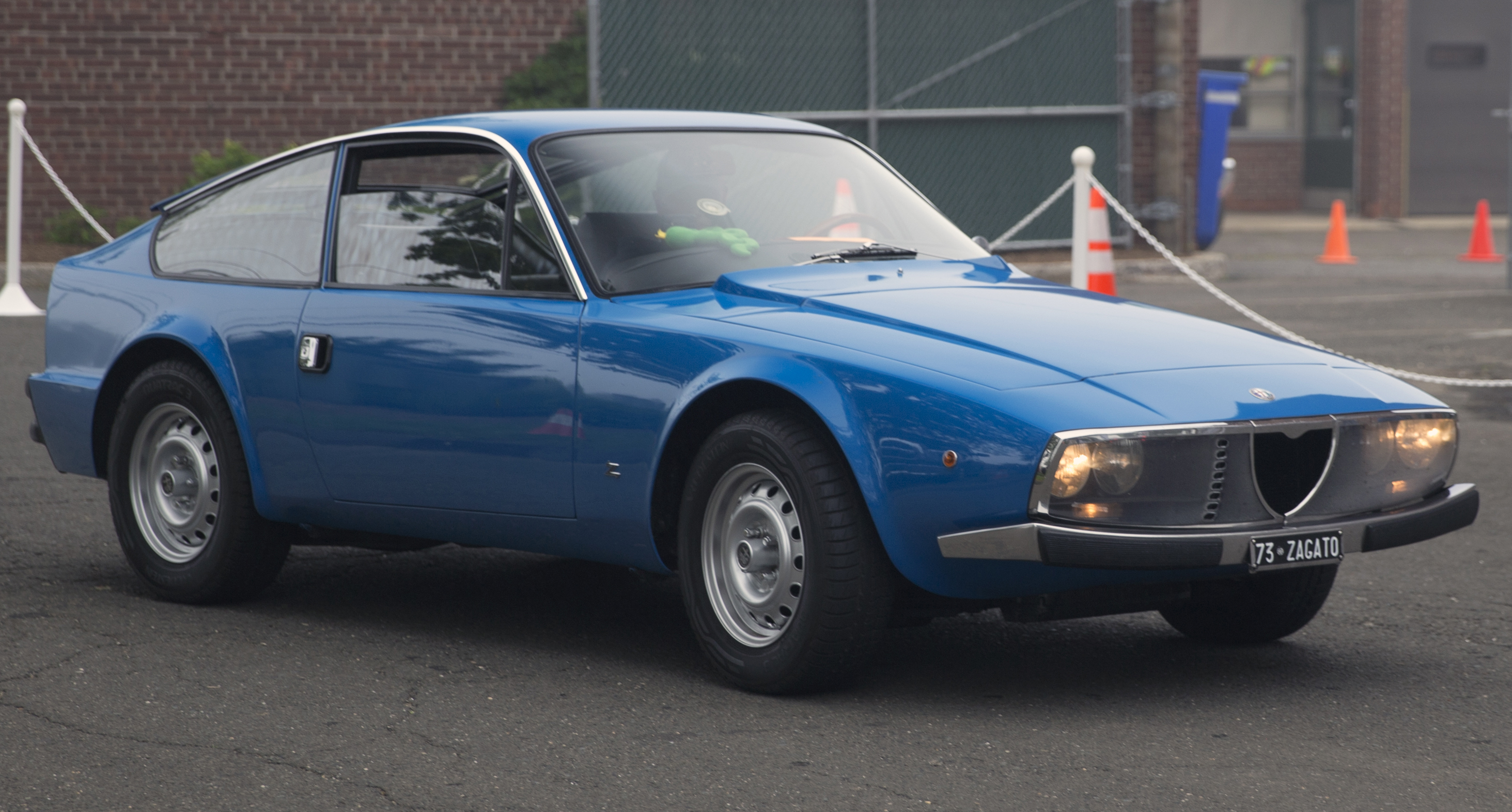
Alfa Romeo 1600 Junior Zagato

У назву всіх версій купе серії 105 в тому чи іншому вигляді входила абревіатура GT (Gran Turismo). Різні моделі даного автомобіля в цілому можна розділити на дві основні категорії.
З одного боку, випускалися різні Gran Turismo (GT) і Gran Turismo Veloce (GTV), (veloce — по-італійськи «швидко»). Малося на увазі, що це найбільш спортивні автомобілі в лінійці Alfa Romeo, які добре продавалися серед автомобілістів-ентузіастів по всьому світу. Першою доступною моделлю стала Giulia Sprint GT (1963), яка в 1965 році еволюціонувала в Giulia Sprint GT Veloce (1965), далі — 1750 GTV (1968) і 2000 GTV (1972—1976), у яких робочий об'єм двигунів виріс з 1570 см³ (Giulia Sprint GT/GTV) до 1779 см3 (1750 GTV) і далі до 1962 см3 (2000 GTV). Обмежена серія кабріолетів (1000 машин) Giulia Sprint GTC базувалася на Giulia Sprint GT, перероблених в ательє Touring, в Мілані. Вони випускалися протягом всього двох років: з 1964 по 1966.
З іншого боку — моделі GT Junior, що оснащувалися двигунами меншого робочого об'єму. GT Juniors у великих кількостях продавалися клієнтам, які хотіли мати спортивний і стильний автомобіль з хорошою керованістю, але або не потребували двигунах високої потужності, або не готові були до податкового тягаря на двигуни великого об'єму на деяких ринках — особливо на домашньому для Alfa Romeo італійському . Моделі Junior з'явилися в 1966 році, першою з них стала GT 1300 Junior 1966. Випуск 1300 Junior з двигуном 1290 см3, з модифікаціями, запозиченими у міру розвитку моделей GT і GTV, тривав до 1976 р. З 1972 року також почалося виробництво моделі GT 1600 Junior з двигуном 1570 см3.
1300 Junior і 1600 Junior також випускалися з повністю іншим аеродинамічним двомісним кузовом, створеним Ерколе Спаду з ательє Zagato, Мілан. Назви цих машин — GT 1300 Junior Zagato і GT 1600 Junior Zagato відповідно.
Автомобілі обох категорій використовувалися для випуску версій GTA («Allegerita», або «полегшена»), які призначалися спеціально для омологації спортивних автомобілів у відповідних по робочому об'єму гоночних класах. GTA представляли собою автомобілі, сильно модифіковані для гонок, тому продавалися вони за значно вищими цінами, ніж стандартні моделі, і, відповідно, продавалися в значно менших кількостях. Практично всі зроблені GTA брали участь в гонках, де мали вельми тривалу історію успіху в різних класах і категоріях. Ці моделі включають: Giulia Sprint GTA, GTA 1300 Junior і GTAm (сильно модифікована версія GTA, побудована Autodelta).
Слід зазначити, що, хоч зазвичай цей автомобіль і не розглядається як одна з версій 105-ї серії, Alfa Romeo Montreal використовувала посилені і дещо модифіковані панель підлоги і підвіску автомобілів 105-ї серії.